# Starset
Gli Starset sono un gruppo musicale alternative metal statunitense originario di Columbus, nell'Ohio.

## Storia

### Primi anni,Transmissions(2013-2015)
Gli Starset sono stati fondati nel 2013 da Dustin Bates, già cantante dei Downplay. Nel gruppo, Bates ricopre il medesimo ruolo, occupandosi inoltre delle parti di tastiera e della composizione.
Il primo album in studio del gruppo è stato Transmissions, distribuito dalla Razor & Tie l'8 luglio 2014. Le musiche dell'album sono state paragonate allo stile musicale di gruppi come Linkin Park, Breaking Benjamin, Skillet, Thirty Seconds to Mars, Three Days Grace e Red.

### Vessels(2016-2017)
Il 26 gennaio 2016 il produttore Rob Graves ha annunciato l'inizio della produzione del secondo album del gruppo. Nello stesso anno gli Starset si sono esibiti in Europa in qualità di artisti d'apertura ai Breaking Benjamin.
Il 4 novembre 2016 viene pubblicato il singolo Monster, seguito il 16 dello stesso mese dal video musicale del brano Satellite. I due brani hanno anticipato l'uscita del secondo album Vessels, avvenuta il 20 gennaio 2017. Satellite è stato in seguito pubblicato come singolo l'8 agosto 2017.
Durante il 2018 il gruppo ha tenuto una nuova tournée e, contemporaneamente, Bates ha annunciato il progetto parallelo elettronico MNQN, pubblicando l'album omonimo il successivo 5 aprile 2019. Il 2 aprile gli Starset hanno firmato un contratto discografico con la Fearless Records e pubblicato il video per il brano Ricochet, estratto come terzo singolo il 25 dello stesso mese.
Il 17 agosto 2018 è stata pubblicata per il download digitale una nuova versione del singolo Bringing It Down, volta ad anticipare la riedizione di Vessels uscita il 28 settembre. La riedizione presenta un secondo disco contenente versioni acustiche e remix dei brani della versione originale più una reinterpretazione di Love You to Death dei Type O Negative.

### DivisionseHorizons(2019-2022)

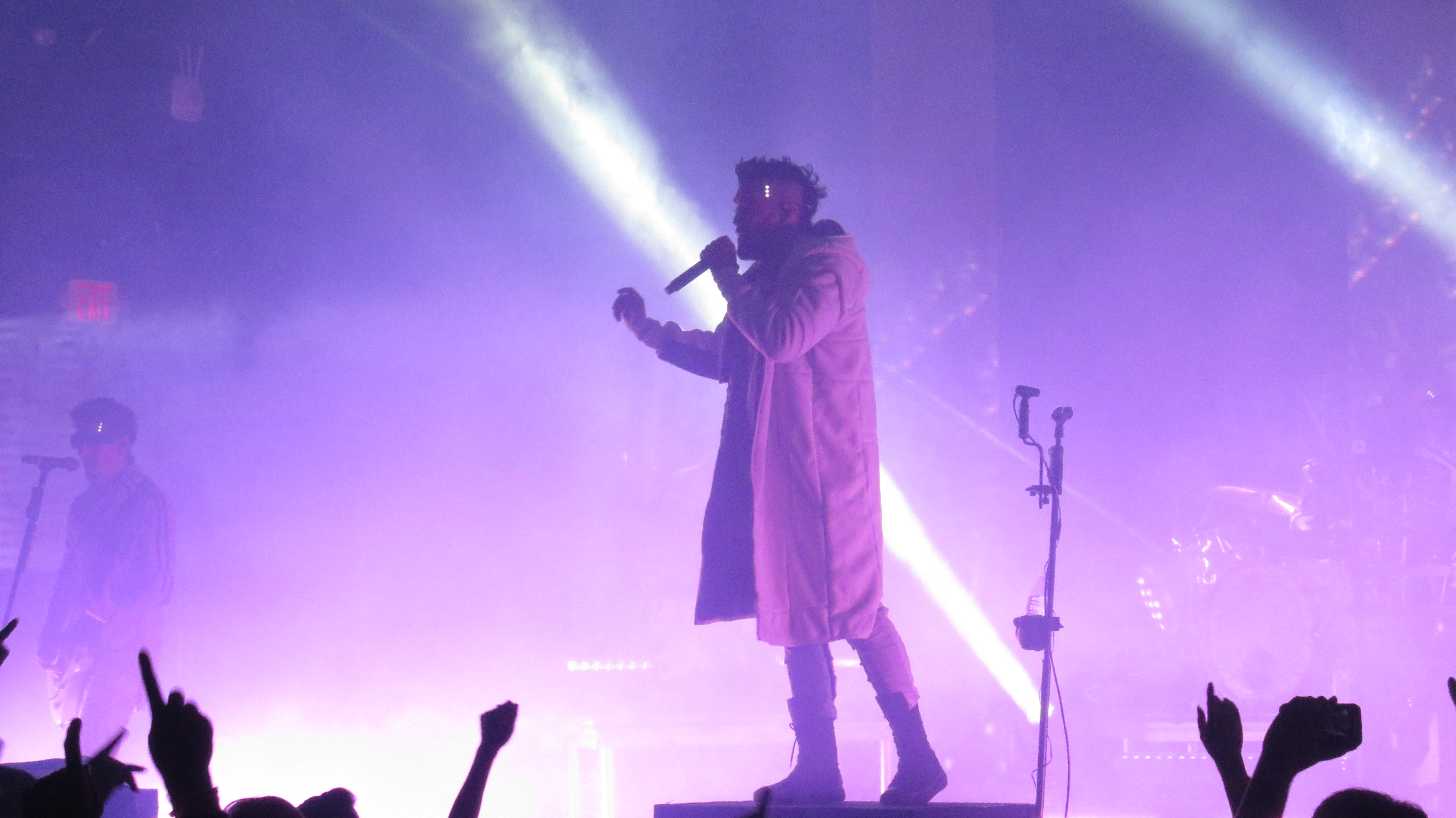
Gli Starset in concerto a Columbus nel 2021

Il 13 maggio 2019 gli Starset hanno annunciato di intraprendere una nuova tournée negli Stati Uniti d'America volta a promuovere il loro terzo album in studio, la cui data di pubblicazione è stata fissata al 13 settembre dello stesso anno. Intitolato Divisions, l'album è stato anticipato dall'uscita di quattro singoli pubblicati a cadenza settimanale (tra cui Manifest) ed è entrato nella top 40 della Billboard 200 statunitense.
Per la promozione del disco il gruppo ha intrapreso una tournée europea tra febbraio e marzo 2020, tuttavia interrotta a causa del diffondersi della pandemia di COVID-19, che ha compromesso l'intera tournée statunitense originariamente prevista tra maggio e luglio di quell'anno. Ad aprile è stato pubblicato il quinto singolo Trials, seguito a maggio dal relativo video.
Il 26 aprile è stato presentato il singolo Infected, mentre a luglio è stata annunciata una tournée statunitense prevista tra novembre e dicembre dello stesso anno. Il 10 settembre, con la pubblicazione del singolo The Breach, gli Starset hanno rivelato i dettagli relativi al quarto album in studio, intitolato Horizons e uscito il 22 ottobre 2021. Ad anticiparne la sua uscita sono stati anche i singoli Leaving This World Behind e Earthrise, resi disponibili rispettivamente il 24 settembre e l'8 ottobre.
Tra novembre e dicembre 2021 gli Starset hanno intrapreso un'estesa tournée nordamericana, durante la quale è stato aggiunto alla formazione il polistrumentista Cory Juba alla tastiera e alla chitarra. Tra febbraio e marzo 2022 il gruppo avrebbe dovuto esibirsi anche in Europa insieme ai Vola come artisti di supporto, decidendo tuttavia di posticiparlo all'anno seguente a causa delle restrizioni dovute alla pandemia di COVID-19. Nell'estate 2022 si è svolta una seconda tournée nordamericana, partita a Kansas City il 25 maggio e terminato a Cadott il 16 luglio.
Il 19 agosto 2022 il gruppo ha pubblicato digitalmente il singolo Waiting on the Sky to Change, cover dell'omonimo brano dei Downplay e realizzato in collaborazione con i Breaking Benjamin.

### Immersion: The Final Chapter(2024-presente)
Nel 2024 gli Starset sono tornati sulle scene musicali attraverso la tournée Immersion: The Final Chapter, svoltasi negli Stati Uniti d'America (inizialmente in primavera e in seguito anche in tarda estate) e in Europa (autunno).
Contemporaneamente sono stati pubblicati nuovi singoli, volti ad anticipare il quinto album di inediti. I primi due, Brave New World e Degenerate, presentati rispettivamente a maggio e luglio, hanno segnato una nuova direzione musicale per gli Starset, con una maggiore integrazione di elementi pesanti negli arrangiamenti e screaming da parte di Bates.

## Stile musicale
Dustin Bates ha definito il genere musicale del gruppo come cinematic rock, spiegando lo stile musicale come «una mescolanza di sinfonie e musica elettronica, con l'hard rock dato dalla chitarra baritona e guidato da riff». Tra le varie influenze degli Starset vi sono Hans Zimmer, i Nine Inch Nails, i Sigur Rós, i Thirty Seconds to Mars, i Deftones, gli Angels & Airwaves e i Breaking Benjamin.

## Formazione
- Dustin Bates – voce (2013-presente), campionatore (2013-2017)

Turnisti
- Brock Richards – chitarra, cori (2013-presente)
- Ron DeChant – basso, cori (2013-presente), tastiera (2013-presente)
- Adam Gilbert – batteria (2013-presente)
- Siobhán Cronin – violino (2017-presente), tastiera (2017-presente)
- Zuzana Engererova – violoncello (2019-presente)
- Cory Juba – tastiera, chitarra (2021-presente)

Ex-turnisti
- Nneka Lyn – violoncello (2016)
- Jonathan Kampfe – violoncello (2017-2018)
- Mariko Muranaka – violoncello (2014-2015, 2018-2019)

## Discografia
- 2014 – Transmissions
- 2017 – Vessels
- 2019 – Divisions
- 2021 – Horizons